# Astyanax paranae
Astyanax paranae är en fiskart som beskrevs av Eigenmann, 1914. Astyanax paranae ingår i släktet Astyanax och familjen Characidae. Inga underarter finns listade.